# نزار نجار
نزار نجار (1949-) هو كاتب سوري، ولد في حماة، حصل على إجازة في اللغة العربية وآدابها من جامعة دمشق، وعمل في التدريس وتفرّغ للعمل الصحفي والإبداع الأدبي، وهو عضو في اتحاد الكتاب العرب - سوريا، واتحاد الصحفيين العرب، أصدر في حماة مجلة مصورة للأطفال والناشئة بعنوان«تعال نقرأ»، ترجمت بعض قصصه الموجهة للأطفال إلى الروسية والألمانية والألبانية والفارسية.

## مؤلفات
صدرت له عدة أعمال أدبية منها:
- «قصص البطولة للناشئين»، (عشرة أجزاء)، دار المعرفة، دمشق، 1975.[2]
- «أحلام الذئب»، دار المعرفة، دمشق، 1976.
- «قصص السيرة المصورة للناشئين»، دار المعرفة، دمشق، 1976.[3]
- «الحيوانات الموسيقية»، قصّة مصّورة للأطفال، دار المعرفة، دمشق، 1977.
- «الخنساء- شاعرة الرثاء والوفاء»، عن دار النشر للجامعين، حمص، 1978.
- «لماذا حزنت العصافير»، قصص للأطفال، اتحاد الكتاب العرب، دمشق، 1978.
- «قصص الفاتحين للناشئين»، دار المعرفة، دمشق، 1979.
- «حكايات إياد»، قصص للأطفال، اتحاد الكتاب العرب، دمشق، 1981.
- «قال القطار الصغير»، كتاب أسامة، وزارة الثقافة، دمشق، 1981.
- «السنونو طارت»، قصة للأطفال، كتاب أسامة، وزارة الثقافة، دمشق، 1983.
- «صيحة من السماء»، قصة طويلة للناشئين، دار المعرفة، دمشق، 1983.
- «طفلة اسمها رزان»، كتاب أسامة، وزارة الثقافة، دمشق، 1986.
- «فارس القلعة الصغير»، وزارة الثقافة، دمشق، 1986.
- «وجه القمر»، قصص، اتحاد الكتاب العرب، 1987.[4]
- «بيتنا الصغير»، قصص للأطفال، اتحاد الكتاب العرب، 1988.
- «أدب الناشئة»، وزارة التربية، بالاشتراك مع عبد الرزاق الأصفر وسمر روحي الفيصل، 1989.
- «سعيد العاص»، قصة طويلة للناشئة، كتاب أسامة، وزارة الثقافة، 1992.
- «عذراً أيها السادة»، قصص، دمشق، 1992.[5]
- «حكايات أحمد»، قصص للأطفال، اتحاد الكتاب العرب، دمشق، 1993.
- «في أدب الأطفال»، اتحاد الكتاب العرب، دمشق، 1994.
- «في أدب الطفل»، دراسة، دمشق، اتحاد الكتاب العرب، 1995.
- «تمثيلية»، تمثيلية، قصص للأطفال، الجمعية الكيويتية لتقدّم الطفولة العربية، الكويت، 1996.
- «فرسان البحر»، قصص للناشئة، اتحاد الكتاب العرب، دمشق، 1996.[6]
- «في محل الألعاب»، قصة طويلة، الجمعية الكويتية لتقدّم الطفولة العربية، الكويت، 1996.
- «شكراً يا أمي»، قصّة للأطفال، دار الحدائق، بيروت، 1997.
- «صورة المشتاق»، قصص، اتحاد الكتاب العرب، دمشق، 1998.[7]
- «في دارنا ثعلب»، قصص للأطفال، اتحاد الكتاب العرب، دمشق، 1998.
- «بلوغ المرام في السفر إلى بلاد الشام»، مركز سعود البابطين الخيري للتراث والثقافة، قسم الدراسات والبحوث والنشر، 2003.[8]
- «الامام الصادق عليه السلام : امام الفكر والسلام»،دار الحارث، دمشق، 2010.[9]
- «عرى الحب»، اتحاد الكتاب العرب، دمشق، 2011.[10]
- «صورة الطفل في كتب الأطفال السورية : دراسة» وزارة الثقافة، الهيئة العامة السورية للكتاب، دمشق 2016.[11]

## جوائز
- جائزة السيرة القصصية عن ابن طفيل الأندلسي في الإمارات.
- جائزة وزارة الثقافة عن قصة«هل أنا أحلم».
- جائزة القدس في طهران.